# UTC+4:30
UTC+4:30 je vremenska zona koja se koristi:

## Kao standardno vrijeme (cijela godina)
- Afganistan

## Vanjske poveznice
- Gradovi u vremenskoj zoni UTC+4:30